# Towadasjön
Towadasjön (十和田湖, Towada-ko) är den största kratersjön på ön Honshu i Japan. Sjön ligger på gränsen mellan Aomori och Akita prefekturer, på 400 meters höjd, och avvattnas av vattendraget Oirasegawa. Towadasjön är Japans 12:e största sjö, och tack vare dess stora djup på 327 m har den en klarblå färg. 
Sjön är ett populärt turistmål, inte minst för den fyrverkeriuppvisning som varje sommar genomförs vid dess stränder.

## Historia
Towadasjön ligger i calderan av en aktiv vulkan som hade sitt senaste utbrott år 915. Vid det senaste utbrottet täcktes stora delar av Tohokuregionen av vulkanisk aska, vilket orsakade klimatförändringar, misslyckade skördar och svält.
Området omkring sjön förblev till stora delar vildmark ända fram till slutet av Edoperioden, då Nambuklanen försökte sig på landåtervinning i stor skala med hjälp av att dränera Oirasefloden. 1903 inplanterades prinsessöring (?) i sjön, och idag har den ett relativt rikt djurliv som också omfattar regnbågsöring, Oncorhynchus masou (känd på engelska som cherry salmon), karpfiskar och Japansk ål. 
1936 blev sjön och det omliggande området en del av Towada nationalpark.